# Omega Handelsgesellschaft
Die Omega Handelsgesellschaft m.b.H. in Wien ist ein österreichisches IT-Handelsunternehmen, das seit 2019 auch nachhaltige Geräte und Zubehör vertreibt.

## Geschichte
Das Unternehmen wurde 1991 als Anbieter im Bereich PC-Assembling gegründet. 1996 übertrug NEC den Vertrieb seiner Display-Produkte für Österreich, danach erfolgten mehrere Firmenübernahmen (Panatronic GmbH und Mobile Pro AG) und Eigengründungen (PC-Marke Integris, BEG-Computerservice und Omega Techrent). 
2012 wurde die neue Firmenzentrale Omega City eröffnet.
2016 erfolgte die Übernahme der Marken Maxdata, PROWORX und chilliGREEN von der Quanmax, danach der Einstieg in den Online-Handel und die Erweiterung des Bereichs Unterhaltungselektronik. 2017 übernahm Omega den Vertrieb für Xiaomi, den weltweit drittgrößten Smartphoneproduzenten. Seit 2019 ist Omega auch auf dem Nachhaltigkeitssektor aktiv und  vertreibt erstmals in Österreich Geräte des IT-Remanufacturing-Unternehmens Circular Computing.   
Mit einem Umsatz von 301 Millionen Euro lag Omega 2018 auf Rang 14 der IT-Unternehmen in Österreich.

## Produktbereiche
- Digital Signage und Displays
- Druck und Druckmanagement
- PC-Systeme und Peripherie
- Smartphones, Tablets
- Consumer Electronics